# Controlabilitat
La controlabilitat és una propietat important d'un sistema de control i juga un paper crucial en molts problemes de control, com ara l'estabilització de sistemes inestables per retroalimentació o el control òptim.
La controlabilitat i l'observabilitat són aspectes duals d'un mateix problema.
Aproximadament, el concepte de controlabilitat denota la capacitat de moure un sistema en tot el seu espai de configuració utilitzant només determinades manipulacions admissibles. La definició exacta varia lleugerament dins del marc o del tipus de models aplicats.
Els següents són exemples de variacions de les nocions de controlabilitat que s'han introduït a la literatura sobre sistemes i control:
- Controlabilitat de l'estat
- Controlabilitat de la sortida
- Controlabilitat en el marc conductual

## Controlabilitat de l'estat
L'estat d'un sistema determinista, que és el conjunt de valors de totes les variables d'estat del sistema (aquelles variables caracteritzades per equacions dinàmiques), descriu completament el sistema en un moment donat. En particular, no es necessita informació sobre el passat d'un sistema per ajudar a predir el futur, si es coneixen els estats en el moment actual i es coneixen tots els valors actuals i futurs de les variables de control (aquelles els valors de les quals es poden triar).
La controlabilitat de l'estat complet (o simplement controlabilitat si no es dóna cap altre context) descriu la capacitat d'una entrada externa (el vector de variables de control) per moure l'estat intern d'un sistema des de qualsevol estat inicial a qualsevol estat final en un interval de temps finit.:737
És a dir, podem definir de manera informal la controlabilitat de la manera següent: Si per a qualsevol estat inicial {\displaystyle \mathbf {x_{0}} } i qualsevol estat final {\displaystyle \mathbf {x_{f}} } hi ha una seqüència d'entrada per transferir l'estat del sistema {\displaystyle \mathbf {x_{0}} } a {\displaystyle \mathbf {x_{f}} } en un interval de temps finit, llavors el sistema modelat per la representació de l'espai d'estats és controlable. Per a l'exemple més senzill d'un sistema LTI continu, la dimensió de fila de l'expressió d'espai d'estats {\displaystyle {\dot {\mathbf {x} }}=\mathbf {A} \mathbf {x} (t)+\mathbf {B} \mathbf {u} (t)} determina l'interval; cada fila aporta un vector a l'espai d'estats del sistema. Si no hi ha prou vectors d'aquest tipus per abastar l'espai d'estats de {\displaystyle \mathbf {x} }, aleshores el sistema no pot aconseguir controlabilitat. Pot ser que calgui modificar {\displaystyle \mathbf {A} } i {\displaystyle \mathbf {B} } per aproximar millor les relacions diferencials subjacents que estima per aconseguir la controlabilitat.
La controlabilitat no vol dir que es pugui mantenir un estat assolit, simplement que es pot assolir qualsevol estat.
La controlabilitat no vol dir que es puguin fer camins arbitraris a través de l'espai d'estats, només que existeix un camí dins de l'interval de temps finit prescrit.

## Sistemes lineals continus
Considereu el sistema lineal continu
{\displaystyle {\dot {\mathbf {x} }}(t)=A(t)\mathbf {x} (t)+B(t)\mathbf {u} (t)}
{\displaystyle \mathbf {y} (t)=C(t)\mathbf {x} (t)+D(t)\mathbf {u} (t).}
Hi ha un control {\displaystyle u} de l'estat {\displaystyle x_{0}} a l'hora {\displaystyle t_{0}} declarar {\displaystyle x_{1}} a l'hora {\displaystyle t_{1}>t_{0}} si i només si {\displaystyle x_{1}-\phi (t_{0},t_{1})x_{0}} es troba a l'espai de la columna de
{\displaystyle W(t_{0},t_{1})=\int _{t_{0}}^{t_{1}}\phi (t_{0},t)B(t)B(t)^{T}\phi (t_{0},t)^{T}dt}
on {\displaystyle \phi } és la matriu de transició d'estat, i {\displaystyle W(t_{0},t_{1})} és el Gramian de controlabilitat.
De fet, si {\displaystyle \eta _{0}} és una solució a {\displaystyle W(t_{0},t_{1})\eta =x_{1}-\phi (t_{0},t_{1})x_{0}} després un control donat per {\displaystyle u(t)=-B(t)^{T}\phi (t_{0},t)^{T}\eta _{0}} faria la transferència desitjada.
Tingueu en compte que la matriu {\displaystyle W} definit com anteriorment té les propietats següents:
- {\displaystyle W(t_{0},t_{1})} és simètric
- {\displaystyle W(t_{0},t_{1})} és semidefinit positiu per {\displaystyle t_{1}\geq t_{0}}
- {\displaystyle W(t_{0},t_{1})} satisfà l'equació diferencial de matriu lineal

{\displaystyle {\frac {d}{dt}}W(t,t_{1})=A(t)W(t,t_{1})+W(t,t_{1})A(t)^{T}-B(t)B(t)^{T},\;W(t_{1},t_{1})=0}
{\displaystyle W(t_{0},t_{1})} satisfà l'equació
- {\displaystyle W(t_{0},t_{1})=W(t_{0},t)+\phi (t_{0},t)W(t,t_{1})\phi (t_{0},t)^{T}}[4]

## Sistemes discrets lineals invariants en el temps (LTI)
Per a un sistema d'espai d'estats lineal de temps discret (és a dir, variable de temps {\displaystyle k\in \mathbb {Z} }) l'equació d'estat és
{\displaystyle {\textbf {x}}(k+1)=A{\textbf {x}}(k)+B{\textbf {u}}(k)}
on {\displaystyle A} és un {\displaystyle n\times n} matriu i {\displaystyle B} és a {\displaystyle n\times r} matriu (és a dir {\displaystyle \mathbf {u} } és {\displaystyle r} entrades recollides en a {\displaystyle r\times 1} vector). La prova de controlabilitat és que el {\displaystyle n\times nr} matriu
{\displaystyle {\mathcal {C}}={\begin{bmatrix}B&AB&A^{2}B&\cdots &A^{n-1}B\end{bmatrix}}}
té rang de fila completa (és a dir, {\displaystyle \operatorname {rank} ({\mathcal {C}})=n} ). És a dir, si el sistema és controlable, {\displaystyle {\mathcal {C}}} tindrà {\displaystyle n} columnes que són linealment independents; si {\displaystyle n} columnes de {\displaystyle {\mathcal {C}}} són linealment independents, cadascun dels {\displaystyle n} estats és accessible donant al sistema les entrades adequades a través de la variable {\displaystyle u(k)}.

## Sistemes no lineals
Sistemes no lineals en forma control-afí
{\displaystyle {\dot {\mathbf {x} }}=\mathbf {f(x)} +\sum _{i=1}^{m}\mathbf {g} _{i}(\mathbf {x} )u_{i}}
són accessibles localment {\displaystyle x_{0}} si la distribució de l'accessibilitat {\displaystyle R} allarga {\displaystyle n} espai, quan {\displaystyle n} és igual al rang de {\displaystyle x} i R ve donada per:
{\displaystyle R={\begin{bmatrix}\mathbf {g} _{1}&\cdots &\mathbf {g} _{m}&[\mathrm {ad} _{\mathbf {g} _{i}}^{k}\mathbf {\mathbf {g} _{j}} ]&\cdots &[\mathrm {ad} _{\mathbf {f} }^{k}\mathbf {\mathbf {g} _{i}} ]\end{bmatrix}}.}
Aquí, {\displaystyle [\mathrm {ad} _{\mathbf {f} }^{k}\mathbf {\mathbf {g} } ]} és l'operació repetida de parèntesi de Lie definida per
{\displaystyle [\mathrm {ad} _{\mathbf {f} }^{k}\mathbf {\mathbf {g} } ]={\begin{bmatrix}\mathbf {f} &\cdots &j&\cdots &\mathbf {[\mathbf {f} ,\mathbf {g} ]} \end{bmatrix}}.}
La matriu de controlabilitat per a sistemes lineals de la secció anterior es pot derivar d'aquesta equació.

## Controlabilitat nul·la
Si un sistema de control discret és controlable nul, vol dir que existeix un controlable {\displaystyle u(k)} de manera que {\displaystyle x(k_{0})=0} per algun estat inicial {\displaystyle x(0)=x_{0}}. En altres paraules, equival a la condició que existeixi una matriu {\displaystyle F} tal que {\displaystyle A+BF} és nilpotent.
Això es pot mostrar fàcilment mitjançant una descomposició controlable-incontrolable.

## Controlabilitat de la sortida
La controlabilitat de la sortida és la noció relacionada amb la sortida del sistema (indicada amb y en les equacions anteriors); la controlabilitat de la sortida descriu la capacitat d'una entrada externa per moure la sortida de qualsevol condició inicial a qualsevol condició final en un interval de temps finit. No és necessari que hi hagi cap relació entre la controlabilitat de l'estat i la controlabilitat de la sortida. En particular:
- Un sistema controlable no és necessàriament controlable de sortida. Per exemple, si la matriu D = 0 i la matriu C no té un rang de fila complet, llavors algunes posicions de la sortida estan emmascarades per l'estructura limitadora de la matriu de sortida i, per tant, no es poden aconseguir. A més, tot i que el sistema es pot moure a qualsevol estat en un temps finit, pot haver-hi algunes sortides que siguin inaccessibles per a tots els estats. Un exemple numèric trivial utilitza D =0 i una matriu C amb almenys una fila de zeros; per tant, el sistema no és capaç de produir una sortida diferent de zero al llarg d'aquesta dimensió.
- Un sistema controlable de sortida no és necessàriament controlable per estat. Per exemple, si la dimensió de l'espai d'estats és més gran que la dimensió de la sortida, hi haurà un conjunt de configuracions d'estat possibles per a cada sortida individual. És a dir, el sistema pot tenir dinàmiques zero significatives, que són trajectòries del sistema que no són observables des de la sortida. En conseqüència, ser capaç de conduir una sortida a una posició determinada en un temps finit no diu res sobre la configuració de l'estat del sistema.